# Rabenau, Hessen
Rabenau är en kommun i Landkreis Gießen i Regierungsbezirk Gießen i förbundslandet Hessen i Tyskland. Kommunen bildades 1 oktober 1970 genom en sammanslagning av de tidigare kommunerna Kesselbach och Londorf. De tidigare kommunerna Allertshausen, Geilshausen, Odenhausen och Rüddingshausen uppgick i Rabenau, Hessen 31 december 1971.